# Alberto Cardín
Benigno Alberto Cardín Garay (Villamayor, Teverga, Asturias 15 de enero de 1948 - Barcelona, 26 de enero de 1992) fue un ensayista y antropólogo español, que también destacó como activista homosexual y contra el sida durante la Transición.

## Biografía
Nacido en Villamayor, en Asturias, con un año y medio se traslada con su madre a México, donde su padre tenía una fábrica de camisas. A los nueve años regresa solo a Asturias para estudiar en el Colegio de Jesuitas de Gijón. Permanecerá en el colegio, inicialmente como interno y a partir de 1960 como externo, hasta 1965. Tras un breve paso por Deusto y tratar de hacerse jesuita, en 1968 pasó a estudiar Filosofía y Letras en Salamanca, para trasladarse en 1969 a Oviedo, donde se licencia en 1972 de Historia del Arte Medieval e Historia del Arte Contemporáneo.
Tras un breve paso por México, donde recupera los recuerdos de su niñez y entra en contacto con los movimientos culturales que se estaban dando en Europa y América, en 1973 se instala definitivamente en Barcelona. En 1974 comenzó a escribir para diversas revistas y periódicos, sobre todo para El viejo topo, pero también en El País, Ajoblanco y Diwan, de la que fue consejero redactor hasta 1981. A partir de ese año, sus colaboraciones fueron principalmente en Disidencias, Cuadernos del Norte, Diagonal, El Noticiero Universal y otras. Fue impulsor de diversos proyectos editoriales, entre los que destacan la mencionada revista Diwan (1978), La Bañera (1979) y Luego... cuadernos de crítica e investigación (1985). La mayor parte de su producción se encuentra en artículos de revistas y periódicos, que han sido recogidos en diversos libros.
En agosto de 1985 dio a conocer públicamente que tenía sida en una entrevista de Lola Díaz, publicada en Cambio 16. En esa época el sida era todavía una enfermedad desconocida, que se solía relacionar con los homosexuales, que producía miedo y estigmatizaba a sus portadores. Cardín se convirtió así en uno de los mayores divulgadores y conocedores de la enfermedad en España.
Consiguió el título de doctor en 1986 en la Universidad Autónoma de Barcelona, con la tesis Dialéctica y Canibalismo, en la que trata de deconstruir el concepto de caníbal, con el que se ha tratado de difamar a menudo a los pueblos «primitivos».Como antropólogo destaca sus aportaciones en forma de artículos en diarios y revistas, luego compilados en libros como Tientos etnológicos, Lo próximo y lo ajeno, Un cierto psicoanálisis o Contra el catolicismo. En Guerreros, chamanes y travestis recoge el papel del travestismo ritual en sociedades exóticas. En la Editorial Júcar dirigió su colección de antropología, donde publicó obras de T.E. Lawrence, Georges Condominas, Paul Rabinow, Bronislaw Malinowski o Georges Baladier.
Cardín falleció el 26 de enero de 1992 en su domicilio de Barcelona, como consecuencia del sida. Su biblioteca personal fue trasladada tras su muerte al Departamento de Filosofía de la Universidad de Oviedo, por mediación de la Sociedad Asturiana de Filosofía. En mayo el Instituto Catalán de Antropología, el Instituto de Humanidades de Barcelona y la Universidad de Barcelona organizaron un acto de homenaje a Cardín.
Fue uno de los firmantes del Manifiesto de los 2.300, manifiesto que reivindicaba los derechos de los hispanohablantes catalanes.

## Pensamiento
Según Alberto Mira, Cardín fue uno de los grandes pensadores heterodoxos españoles de nuestra época. Sus continuas polémicas, tanto intelectuales, como personales, su poco respeto por los convencionalismos y protocolos académicos, le llevaron a escribir sobre una ingente cantidad de temas, entre los que destacan sus reflexiones sobre la cultura contemporánea, antropología, religión y filosofía.
La obra lírica de Cardín está recogida en Paciencia del destino (1980), Despojos (1981) e Indículo de sombras (1983).
Además de su obra lírica, Cardín es conocido por su labor como traductor, en la que destaca su colaboración con la colección Etiqueta Negra de la editorial Júcar en novelas como Un gemelo singular de Donald Westlake (que más tarde adaptaría al cine Fernando Trueba como Two much) o Marcel Proust, el visitante velado: [Cartas y documentos inéditos] (1982) de Princesa Marthe Bibesco.

## Activismo
Cardín siempre dejó claro que la identidad homosexual formaba una parte esencial en su vida y la cultura homosexual como parte esencial de su pensamiento. Sin embargo, su relación con los activistas gais, con los que entró en contacto a finales de la década de 1970, nunca fue fácil.
Tras descubrir que es seropositivo en 1984, se convertirá en la principal voz en España en tratar el tema, tanto como epidemia cultural, como enfermedad del cuerpo, hablando claro de todas las consecuencias e implicaciones de la enfermedad, incluyendo la homofobia y la pasividad gubernamental. En 1985 llegó a compilar dos volúmenes sobre el tema en colaboración con Armand de Fluvià con artículos que se habían publicado en EE. UU. y España, luchando contra la inacción del colectivo homosexual y la desinformación de los medios de comunicación. «Con esta enfermedad, Cardín vio esfumarse las ilusiones de liberación a través de las prácticas sexuales y la fe en la posibilidad de una vida sana y gozosa.» En 1991, cuando el conocimiento de la enfermedad ya era mucho mayor, publicó Sida: ¿Maldición bíblica o enfermedad letal?
Cardín también estudió la homosexualidad en su trabajo como antropólogo. En Guerreros, chamanes y travestís: indicios de homosexualidad entre los exóticos (1984) trata los comportamientos de género y sexualidad numerosas culturas del mundo. En Lo próximo y lo ajeno lleva su mirada antropológica a la cultura gay durante la crisis del sida.
En 1985 inició la primera colección de libros de temática LGBT en España, como parte del catálogo de la Editorial Laertes que entonces dirigía Eduardo Suárez. La colección fue nombrada Rey de Bastos y publicó ensayos extranjeros y propios y ficción. En ella, Cardín publicó los libros de relatos Detrás por delante (1986) y Lo mejor es lo peor y editó los libros de ensayo SIDA: ¿maldición bíblica o enfermedad letal? (junto a Armand de Fluvià) (1985) y SIDA: enfoques alternativos (1991).

## Obra

### Narrativa de ficción
- Detrás por delante. Barcelona: Laertes. 1986. ISBN 978-84-7584-049-9.
- Lo mejor es lo peor. Barcelona: Laertes. 1981. ISBN 848534636X.
- Sin más ni más. Barcelona: Libertarias Prodhufi. 1998. ISBN 8479544163.
- El Rey de Bastos. Antología de escritos con pluma. Madrid: Amistades Particulares. 1998. ISBN 978-84-125261-8-9.

### Ensayo
- Como si nada. Valencia: Pre-Textos. 1981. ISBN 978-84-85081-39-4.
- Contra el catolicismo. Barcelona: El Aleph. 1998. ISBN 978-84-7669-262-2.
- Dialéctica y canibalismo. Barcelona: Anagrama. 1992. ISBN 978-84-339-1379-1.
- (con R.F. Burton) El exilio interior. Barcelona: Azul. 1999. ISBN 978-84-930440-5-3.
- Guerreros, chamanes y travestis. Barcelona: Tusquets. 1984. ISBN 978-84-7223-620-2.
- Lo próximo y lo ajeno. Barcelona: Icaria. 1990. ISBN 978-84-7426-162-2.
- (con R.F. Burton) Mi peregrinación a Medina y La Meca. Folio. 2004. ISBN 978-84-413-1997-4.
- Movimientos religiosos modernos. Barcelona: Salvat. 1985. ISBN 978-84-345-7894-4.
- Tientos etnológicos. Gijón: Júcar. 1988. ISBN 978-84-334-7014-0.
- Sinthoma. Paradiso. 1984. ISBN 978-84-86231-01-9.
- Romy Schneider. Vida, pasión y muerte. Publicaciones Heres. 1984.
- Un cierto psicoanálisis. Madrid: Libertarias/Prodhufi. 1993. ISBN 978-84-7954-154-5.

### Poesía
- Despojos. Valencia: Pre-Textos. 1981. ISBN 978-84-85081-43-1.
- Indículo de sombras. Barcelona: Laertes. 1983. ISBN 978-84-85346-85-1.
- Mi más hermoso texto. Barcelona: Ultramarinos. 2016. ISBN 978-84-945208-1-5.
- Paciencia del destino. Zaragoza: Alcrudo. 2013. ISBN 84-7431-013-X.